# پارک جنگلی بلل
پارک جنگلی بِلِل یک پارک جنگلی در گامبیا است. این پارک در ۱ ژانویه ۱۹۵۴ تأسیس شد و مساحت آن ۴۴۹٫۲ هکتار است.
میانگین ارتفاع این پارک ۲۸ متر است.